# Монашка држава Тевтонског реда
Монашка држава Тевтонског реда, позната и под немачким именом Ordensstaat или „редодржава“, образована је током тевтонског покоравања Старе Пруске и паганских балтичких Старих Пруса у 13. веку. Овај витешки ред је основао током крсташких ратова 1224, а постала је световна тј. секуларна држава 1525. током протестантске реформације те постала Војводство Пруска.